# Mento (cómic)
Mento (cuyo nombre real es Steve Dayton, integrante de la Doom Patrol), es un superhéroe ficticio que aparece en los cómics estadounidenses publicados por DC Comics.
Mento apareció en su primera adaptación en vivo en la serie de televisión para DC Universe, la primera temporada de Doom Patrol, interpretado por Will Kemp y Dave Bielawski.

## Historial de publicaciones
Mento apareció por primera vez en Doom Patrol # 91 (noviembre de 1964) y fue creado por Arnold Drake and Bruno Premiani.

## Biografía ficticia del personaje

### Pre-Crisis
Steve Dayton, siendo uno de los hombres más ricos del mundo, construyó un casco para mejorar sus capacidades mentales y llamó asimismo Mento. Este fue un intento por parte de Dayton para poder impresionar a Elasti-Girl (conocida como Rita Farr) de la Doom Patrol. A pesar de su inicial actitud arrogante y molesta para el resto de los demás miembros masculinos del equipo, aun así logró tener éxito, y para las páginas de la Doom Patrol Vol. 1 #104 (junio de 1966), Mento y Elasti-Girl se habían casado. Posteriormente, adoptarían al joven miembro del equipo y huérfano Chico Bestia (también conocido como Garfield Logan) que en ese entonces era conocido como Changeling. Tras la muerte de Elasti-Girl, Mento se envolvió en la búsqueda de sus asesinos, el General Zahl y Madame Rouge.

### Post-Crisis
En las páginas de la Cosa del Pantano Vol. 1 # 49-50, Steve fue reclutado por John Constantine para un pequeño grupo de seres superpoderosos, con el fin de ayudar en una batalla que tiene lugar en el infierno. Las fuerzas demoníacas con las que se enfrentarían sería una entidad que fácilmente podía abrumarlos y destruirlos, incluso con la ayuda de seres celestiales. El ayuda de Mento fue para obtener una "lectura psíquica" de los acontecimientos, John ayudó en la batalla con poderes mágicos. A pesar la derrota de la entidad, Sargón el hechicero y John Zatara son quemados y fallecen, por lo que Mento se vuelve loco. (Esto fue antes de que la Cosa del Pantano y John Constantine fueran convertidos como personajes del Universo Vértigo, posteriormente este suceso sería referenciado en varias historietas del universo de cómics regulares de DC.) Poco después, Dayton, postrado en una silla de ruedas, reanudó su identidad como Mento arremetió contra Garfield Logan, culpándolo por la muerte de la Doom Patrol original. Posteriormente, procedió a crear su propio equipo, Hybrid, para desafiar a los Jóvenes Titanes. Tras varios encuentros, los miembros de Hybrid desafían a Dayton a unirse a los Titanes para ser curado. Raven lo cura de su locura y aparentemente deja por un tiempo su casco.
Más tarde, Dayton contrata a Deathstroke el Terminator para encontrar los Titanes durante el arco conocido como la Caza de los Titanes. Posteriormente, se pasa al vando de la villanía, convirtiéndose en un señor del crimen y trató de inculpar a Deathstroke por asesinato, pero su problema fue causado por las secuelas de su locura que provocó que su doble identidad y bipolaridad llevasen de nuevo a la locura, pero junto con sus planes, Dayton serían frustrados y se reveló al final como el artífice de dichos crímenes; finalmente Deathstroke fue absuelto por los cargos imputados. los planes como señor del crimen también lo llevaron a participar en un plan para robar unas bombas nucleares que fueron posteriormente colocadas en todo el país, pero serían frustrados y neutralizadas por un gran grupo de superhéroes, conformado por miembros actuales y anteriores de Teen Titans.

#### Un año después
Steve Dayton reveló haber regresado con el resto de la Doom Patrol, luego de haberse rehabilitado y logrado curar su cordura. A pesar volver a ser un miembro de la Patrulla, en la que furiosamente describe en sus novelas (insistiendo por recuperar la intención del liderazgo del equipo al darle derecho como se le había dado en la historia original del equipo como la que surgió a lo largo de las historietas conocidas como My Greatest Adventures), incitando que su problema que lo llevó a la locura se debió a que el uso de su casco causó un deterioro mental por el intenso uso del mismo. Además, esto también le había causado una adicción hacia el uso del casco con el que reincidió de nuevo, como afirma en el cual Rita la consideraba como el amor de Mento y no el de Steve Dayton. Afirmaba también, que en sus días que se convirtió en un señor del crimen, le echó la culpa a un "problema técnico del casco".
Conservando su edad, y afeitado de nuevo, rediseño y modificó un poco su casco, ahora de un color rojo, como Mento, Dayton llevaría un traje negro con un rayo amarillo a través de su vestuario; esta coloración del casco y su traje se parecería mucho a su diseño original cuando se conformó la Patrulla originalmente.
Cuando se dio cuenta sobre la verdad que tuvo sobre el Doctor Niles Caulder (más conocido como el jefe sobre sus intenciones todos estos años), y de como trató de convencer a Kid Devil para unirse a la Doom Patrol, al decirle a sus propios compañeros de equipo, los Titanes, que lo despreciaban como un monstruo, Dayton finalmente entra en razón sobre su adicción y finalmente elimina el casco de manera definitiva. Con ello, le permite volver a pensar con claridad de nuevo por primera vez en años, tomando el control de la Doom Patrol del Jefe, así como reclamando el respeto de los demás miembros del equipo, y amenazando al Jefe si alguna vez volvía a reclamar su papel como el líder del equipo.
Mento más adelante, aparece en plena posesión de sus facultades mentales, como ayudante ocasional de la Liga de la Justicia, utilizando sus capacidades mentales aumentadas cibernéticamente usando sus poder para colaborar con el Detective Marciano, aunque demasiado tarde. Con dicha colaboración diagnostica un trastorno de identidad disociativo, que tenía el joven Titán Jericho, estimulando para que la Liga buscase ayuda profesional para él.

#### Crisis Final
En las páginas de la serie limitada Final Crisis #6, Mento (junto con Miss Martian) es mostrato entre un grupo de psíquicos tratando de purgar el mundo de la ecuación de la anti-vida.
Hasta el (2010) antes del reinicio editorial, nuevamente aparece en las páginas de la Doom Patrol, Mento reveló haber dejado la Patrulla, a pesar de seguir estando en contacto con Caulder. Se encontraba distanciado de su esposa, y describiendo que su matrimonio fracasó cuando Rita descubrió que Dayton utilizaba rutinariamente sus poderes para leer la mente de ella sin su consentimiento, sería llamado de nuevo por Caulder para detener una mente colmena alienígena mediante por medio del uso de una nueva Rita con poderes mejorados de crecimiento como una carnada. Cuando ella se dio cuenta de que Mento volvió a violar su mente con sus poderes, Rita decide romper todo lazo que tuvo con él, culpando a Niles Caulder por esta violación de su psiquis mental.

## Poderes y habilidades
Al utilizar el caso casco de Mento, Steve Dayton obtiene grandes poderes mentales de psicoquinéticos, pero, de igual modo, su mente se ve gravemente afectada, lo que le llevó a intentar matar a su hijo Chico Bestia junto a sus compañeros de los Jóvenes Titanes. A pesar de todo posee Habilidades Psionicas, Empatía, Telepatía, Escudos telequinéticos y campos de fuerza, Explosiones telequinéticas, Control mental, Olas telequinéticas, Clarividencia, Leer la mente y los pensamientos de los demás, Intangibilidad, Habilidades de control y manipulación de objetos.

## Apariciones en otros medios

### Televisión
- Mento apareció en la serie animada de los Jóvenes Titanes en la quinta temporada, episodio de dos partes, "Homecoming", con la voz de Xander Berkeley. Él es representado como el líder terco de Doom Patrol y obsesionado con detener a la Hermandad del Mal. Como en los cómics, posee las habilidades psiónicas increíblemente poderosas de la telepatía, la telequinesis y la clarividencia. Tiene problemas con la incapacidad de Beast Boy de seguir órdenes. Aunque nunca se aclara si Steve es o no la figura paterna adoptiva de Beast Boy en la serie, se refiere a él como "hijo" y en un momento dice "Ese es mi niño".
- Mento también tuvo una aparición en la serie de cortos de DC Nation.
- En la seria animada Young Justice Outsiders Mento aparece junto al resto de sus compañeros de la Patrulla Condenada en un delirio de Chico Bestia fruto de la manipulación llevada adelante por Apokalips.
- Mento aparece en Doom Patrol, interpretado por Will Kemp como un hombre joven y por Dave Bielawski como un hombre viejo. Esta versión fue miembro de la Doom Patrol original hasta que se disolvieron después de su derrota a manos del Sr. Nadie. Mento se altera de su realidad y Joshua Clay lo mantiene cuerdo. En el episodio "Doom Patrol Patrol", él, Celsius y Lodestone son visitados por Crazy Jane, Larry Trainor y Rita Farr. La historia de Mento con Rita se mantuvo intacta donde databan en 1955. Él somete a Jane, Rita y Larry a las ilusiones de sus pasados dolorosos hasta que Rita lo calma.

### Miscelánea
- Mento vuelve a aparecer en el #7 de la historieta basada en la serie animada de Batman the brave and the bold.